# Assassinat de Solomon Bandaranaike
 (avril 2021).
Si vous disposez d'ouvrages ou d'articles de référence ou si vous connaissez des sites web de qualité traitant du thème abordé ici, merci de compléter l'article en donnant les références utiles à sa vérifiabilité et en les liant à la section « Notes et références ».
L'assassinat de Solomon Bandaranaike est survenu le 25 septembre 1959 lorsque Solomon Bandaranaike, alors quatrième Premier ministre de Ceylan (actuel Sri Lanka), a été assassiné par le prêtre bouddhiste Talduwe Somarama Thero (en) alors qu'il rencontrait le public à sa résidence privée Tintagel, à Rosmead Place, à Colombo. Touché à la poitrine, à l'abdomen et à la main, Bandaranaike est décédé le lendemain dans la salle des marchands de l'hôpital général de Colombo (en). Il a été le premier chef national sri-lankais à être assassiné, ce qui a conduit sa veuve Sirimavo Bandaranaike à devenir la première femme première ministre du monde.

## Assassinat

### Contexte
Bandaranaike est devenu premier ministre après avoir remporté les élections de 1956 dans un changement majeur de parti au pouvoir, à la tête d'une coalition de quatre partis avec un pacte de non-contestation avec le Lanka Sama Samaja Party et le Parti communiste du Sri Lanka connu sous le nom de Mahajana Eksath Peramuna (MEP) (Front populaire uni) qui obtient la majorité des deux tiers au parlement sur une vague de fort sentiment nationaliste.
Après être devenu premier ministre, Bandaranaike a été officiellement transféré à la résidence officielle du premier ministre Temple Trees, mais il a également partagé son temps entre son siège de campagne à Horagolla (en) et sa maison de ville, Tintagel à Rosmead Place à Colombo. Le matin du 25 septembre 1959, il était à Tintagel et recevait le public pour entendre leurs demandes et leurs plaintes. Le premier ministre avait été affecté à un sous-inspecteur de police pour sa protection personnelle. Cependant, Bandaranaike l'avait renvoyé au motif qu'il devait s'acquitter de tâches plus importantes et avait demandé à l'inspecteur général de la police d'affecter quelques agents de police plutôt. Le matin du 25 septembre, un seul agent de police armé était de service aux portes de Tintagel, tandis que le sergent responsable n'était pas de service.

### Assassinat

#### Tir à Rosmead Place

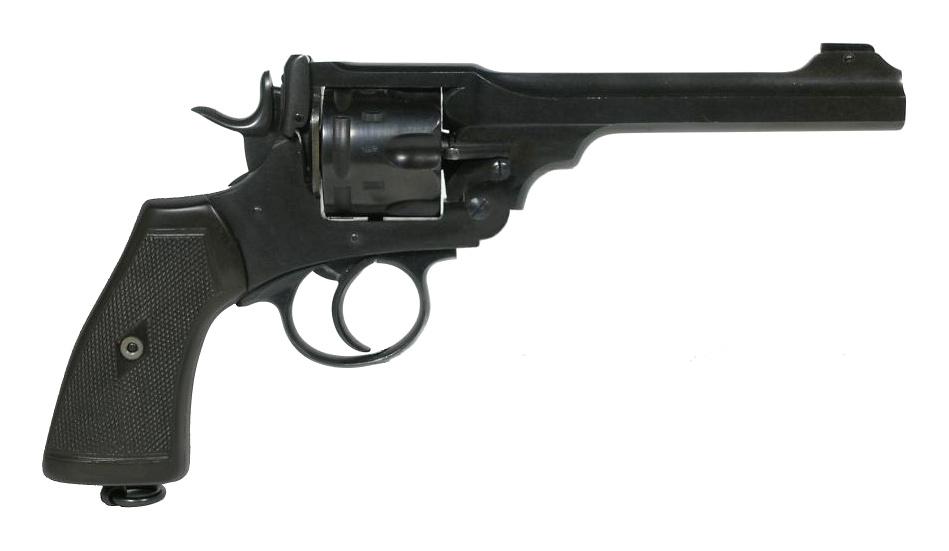
Un revolver de type .45 Webley Mark VI, similaire à celui utilisé par Somarama Thero.

Bandaranaike était assis sur la véranda et rencontrait le public venu le voir. Il y avait environ 20 personnes à l'intérieur de la véranda et 40 autres faisaient la queue à l'extérieur. Vers 9 heures du matin, un prêtre bouddhiste, Talduwe Somarama Thero, qui attendait de voir le premier ministre s'est assis sur une chaise dans la véranda et a gardé un dossier sur un tabouret court à côté de sa chaise. Il était conférencier au Collège gouvernemental de l'Ayurveda (en) et avait déclaré qu'il souhaitait rencontrer le premier ministre sur les exigences du Collège Ayurveda.
Comme chaque personne a été annoncée et a approché le premier ministre sur les questions qui les concernent, Somarama Thero a été annoncé et il s'est levé de la chaise et a approché le premier ministre qui à son tour s'est également levé et s'est avancé en montrant du respect au prêtre comme le veut la coutume. Le premier ministre a demandé ce qu'il pouvait faire pour Somarama Thero qui était tendu, lequel a dit au premier ministre que certaines améliorations étaient nécessaires au Collège Ayurveda. Le premier ministre a répondu qu'il demanderait au ministre de la Santé AP Jayasuriya (en) de s'en occuper s'il soumettait l'exigence par écrit. Vers 9 h 45, Somarama Thero se rassit et tâtonna avec le dossier sur le tabouret qu'il avait laissé comme pour sortir un mémorandum et alors que le premier ministre s'apprêtait à le recevoir, Somarama Thero sortit à la place un revolver .45 Webley Mark VI dissimulé dans ses robes et a tiré deux fois à bout portant frappant Bandaranaike dans la poitrine et l'abdomen. Bandaranaike émit un bruit fort et tomba, mais se leva et essaya avec difficulté de rentrer à l'intérieur de la maison.
Un autre prêtre, Ananda Thero de Polonnaruwa, qui était assis sur une chaise près de l'incident s'est levé excité, Somarama Thero s'est levé et a pointé son arme sur Ananda Thero. Ananda Thero a crié et Somarama Thero s'est retourné et a suivi Bandaranaike, lui tirant dessus sauvagement. Il a tiré quatre coups vidant les chambres du revolver. Une balle a touché la main de Bandaranaike et une autre un instituteur venu voir le premier ministre. Les deux autres coups de feu avaient heurté une vitre sur une porte et un pot de fleurs qui a cassé.
La confusion et l'agitation régnaient et l'agent de police en service à la porte accourut après avoir été alerté par le bruit des coups de feu et Ananda Thero qui était sortie en criant que le premier ministre avait été abattu. L'agent de police a tiré sur Somarama Thero, le blessant à l'aine, permettant rapidement de l'encercler et de le maîtriser. Bandaranaike a ordonné la retenue et la miséricorde envers Somarama Thero qui a été arrêté et emmené au poste de police du port sous garde armée pendant que le premier ministre était transporté d'urgence à l'hôpital général de Colombo.

## Conséquences
Le Parlement était en session lorsque la nouvelle de la tentative d'assassinat est parvenue, le ministre de l'Éducation Wijayananda Dahanayake a demandé l'ajournement du parlement, mais la plupart des membres n'étaient pas d'accord. Cependant, beaucoup sont rapidement partis pour s'enquérir du premier ministre.
Le gouverneur général, Sir Oliver Goonetilleke, était à Queen's House pour accepter les lettres de créance de l'ambassadeur italien, le comte Paolo di Michelis di Sloughhello. Lorsqu'il a été informé de la tentative d'assassinat, il a arrêté la cérémonie et s'est précipité à Rosmead Place. Il a informé le Parlement de continuer et, à 11 heures du matin, a déclaré l'état d'urgence, amenant l'armée à l'état de préparation et mobilisant les réserves.

### Mort de Bandaranaike
Bandaranaike a subi une intervention chirurgicale de cinq heures par le Dr MVP Peries, le Dr PR Anthonis (en), le Dr LO Silva et le Dr Noel Bartholomeusz et a été transféré au quartier des marchands. Il a repris conscience et a demandé la clémence envers son assassin et a dicté un message à la nation. Cependant, sa situation s'est détériorée pendant la nuit et il est décédé vingt-deux heures après avoir été abattu. Le décès a été enregistré par le coroner de Colombo JP, UM (en) JNC Tiruchelvam, lors de l'enquête, déclarant que le décès était "dû à un choc et une hémorragie résultant de multiples blessures aux organes thoraciques et abdominaux".
Bandaranaike devait se rendre à New York pour assister à l'Assemblée générale des Nations Unies à la fin du mois de septembre 1959. Le chef de la Chambre (en) C. P. de Silva (en) était à Londres en cours de traitement après être tombé malade après avoir consommé un verre de lait lors d'une réunion du cabinet, donc Bandaranaike avait a envoyé une lettre au gouverneur général lui recommandant de nommer Wijayananda Dahanayake, ministre de l'Éducation, comme premier ministre par intérim pendant son absence. Avec cette lettre présente, Sir Oliver Goonetilleke a nommé Dahanayake premier ministre le 26 septembre 1959 et a ensuite été confirmé par le Parlement.

## Funérailles

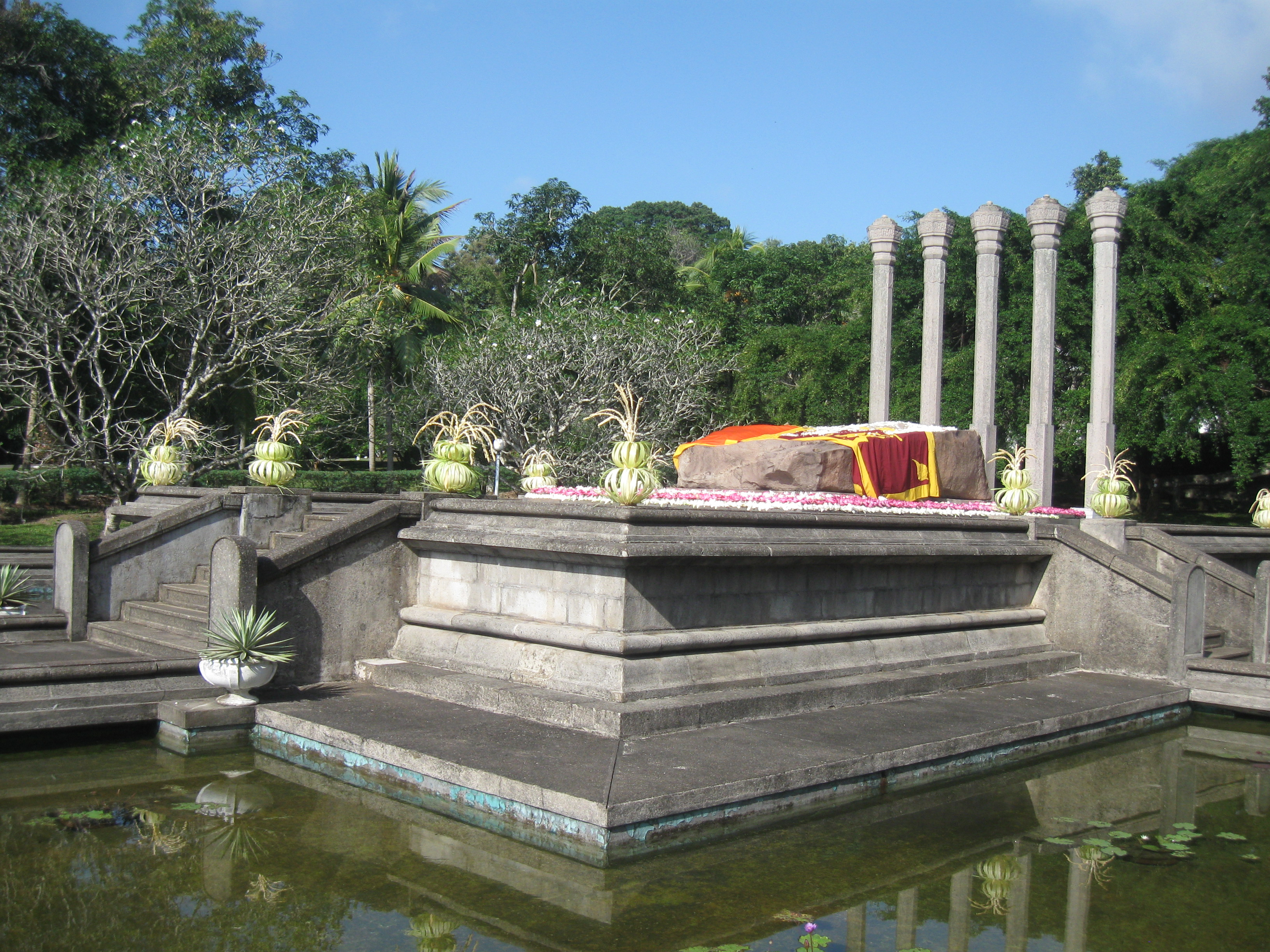
Bandaranaike Samadhi (où Bandaranaike a été enterré) à Horagolla, au Sri Lanka.

À la suite de la procédure d'enquête, le corps de Bandaranaike a été emmené au bâtiment du Parlement à Galle Face, pour y rester pendant deux jours, où des milliers de personnes sont venues jour et nuit pour montrer leur respect. Le troisième jour, les restes ont été transférés à Horagolla , où ses funérailles ont eu lieu au milieu d'une foule de personnes en deuil. Comme son père Sir Solomon Dias Bandaranaike (en), Bandaranaike a été enterré dans un mausolée spécialement construit connu sous le nom de Horagolla Bandaranaike Samadhi.

## Enquêtes officielles

### Enquête de la police
Avec Somarama Thero en garde à vue, la police a ouvert une enquête intensive avec une équipe composée des DIG (CID) TCD Pate, SP Rajasooriya, ASP K. Ijjé, IP Abeywardena, IP AM Seneviratne et IP Tyrell Goonetilleke aidés de détectives de Scotland Yard.

### Arrestations
Bientôt, de multiples arrestations liées à l'assassinat ont été effectuées. Le plus notable d'entre eux était Mapitigama Buddharakkitha Thero (en), le prêtre en chef du Kelaniya Raja Maha Vihara, qui a mis le premier ministre Dahanayake dans une position difficile comme il l'avait fait peu après l'assassinat organisé pour le discours de Buddharakkitha à la nation sur Radio Ceylon depuis Temple Trees sur Bandaranaike. À la suite de son arrestation, Vimala Wijewardene (en), alors ministre du gouvernement local, a rapidement subi des pressions pour démissionner, elle a refusé et a été démise de ses fonctions par le premier ministre Dahanayake et arrêtée sous peu le 21 novembre. L'arrestation de l'associé de Buddharakkitha, HP Jayawardena, a conduit à des rumeurs selon lesquelles JR Jayewardene faisait partie de l'assassinat. Newton Perera, inspecteur de police (administration Colpetty) et Ossie Corea, un ancien inspecteur des accises devenu chef de file de la pègre ont été arrêtés. Corea avait travaillé comme garde du corps pour le ministre des Finances Stanley de Zoysa (en). FR de Zoysa, un homme d'affaires a été arrêté, et ses frères Stanley de Zoysa alors ministre des Finances ont dû démissionner le 23 novembre et le DIG Sydney de Zoysa (en) a été mis en congé obligatoire. FR de Zoysa et Ossie Corea ont par la suite été libérés, mais l'enquête a révélé que l'arme du crime appartenait à Ossie Corea et que Newton Perera avait dispensé un entraînement aux armes à Talduwe Somarama Thero.

### Enquête judiciaire
Le 26 novembre 1959, sept personnes ont été inculpées devant le tribunal de première instance de ColomboMagistrates' court (Sri Lanka) (en) pour complot en vue du meurtre de Bandaranaike:
Mapitigama Buddharakkitha Thero
Hemachandra Piyasena Jayawardene
Pallihakarage Anura de Silva
Talduwe Somarama Thero
Weerasooriya Arachchige Newton Perera
Vimala Wijewardene
Amerasinghe Arachchige Carolis Amerasinghe
Le quatrième accusé Somarama Thero a également été accusé de meurtre. Il avait avoué avoir commis le meurtre dans ses déclarations à la police et au premier magistrat, mais avait par la suite modifié son plaidoyer lors du procès devant la Cour suprême. Au cours de l'enquête magistrale, le septième accusé Amerasinghe, qui était un conseiller urbain de Kolonnawa, est devenu un témoin de la couronne et a reçu une grâce. Le sixième accusé Vimala Wijewardene a été innocenté de toutes les charges. Cela a mis fin à sa carrière politique.
L'enquête magistrale a été menée par NA de S. Wijesekara, magistrat en chef de Colombo pendant plus de 124 jours avec 193 témoins. Il a renvoyé les cinq premiers accusés devant la Cour suprême pour complot et meurtre. Bien qu'aucun examen post-mortem du corps n'ait été effectué, le Dr PR Anthonis a raconté les blessures et a donné la cause du décès.

## Causes de l'assassinat
L'enquête a affirmé que la raison du meurtre de Bandaranaike était le refus de Bandaranaike de recevoir les demandes de Buddharakitha Thero à la suite de son soutien à Bandaranaike lors de l'élection. Buddharakitha a soutenu la campagne de Bandaranaike avec des fonds et de l'influence. Après l'élection, Buddharakitha a approché Bandaranaike pour obtenir un contrat d'expédition lucratif pour importer du riz de Birmanie et de Thaïlande pour une société nommée Colombo Shipping Lines qu'il avait cofondée avec son associé HP Jayawardena. Bandaranaike, sur les conseils de ses ministres Philip Gunawardena (en) et RG Senanayake (en), a donné le contrat à la société gouvernementale Ceylon Shipping Corporation. Bandaranaike a en outre refusé une licence lucrative de fabrication de sucre à Buddharakitha et Jayawardena sur les conseils des deux ministres.

## Poursuites et sanctions

### Procès de la Cour suprême
Le procès des cinq accusés devant la Cour suprême a débuté le 22 février 1961 devant le juge TS Fernando (en), avec un jury anglophone de sept membres, DWL Lieversz Snr. servant de contremaître. 97 témoins ont témoigné et ont été contre-interrogés. La poursuite était dirigée par le solliciteur général (en) A. C. Alles (en) et le solliciteur général adjoint ACM Ameer (en), assistés des principaux procureurs de la Couronne RS Wanasundara et RI Obeyesekera.
Les premier et deuxième accusés, Buddharakitha Thero et Jayawardene étaient représentés par Phineas Quass de Grande-Bretagne. Le troisième accusé Anura de Silva était représenté par Kenneth Shinya assisté de K. Ratnesar. Le quatrième accusé Somarama Thero était représenté par Lucian G. Weeramantry comparaissant gratuitement. Le cinquième accusé Newton Perera était représenté par N. Satyendra assisté de A. Mahesan.

#### Verdict
Le procès s'est terminée le 12 mai 1961 et le jury a rendu son verdict en cinq jours. Le jury a acquitté Anura de Silva (à l'unanimité) et Newton Perera (cinq contre deux). Le jury a déclaré le premier accusé Buddharakkitha Thero, le deuxième accusé HP Jayewardena et le quatrième accusé Somarama Thero coupables par un verdict unanime et a prononcé sur tous les trois la peine de mort (mort par pendaison).

### Peine capitale
L'administration de Bandaranaike a promulgué la loi n°20 de 1958 sur la suspension de la peine capitale, qui suspendait la peine de mort à partir de mai 1958. À la suite de l'assassinat de Bandaranaike, le gouvernement de Dahanayake a tenté de réactiver la peine de mort et, dans la semaine suivant l'assassinat, un journal officiel sur la proclamation extraordinaire du 2 octobre 1959 a rétabli la peine de mort. Elle a été suivie par la loi sur la peine capitale (abrogation) qui a été rapidement adoptée par le parlement et est devenue loi le 7 décembre 1959. Elle a été appliquée avec effet rétrospectif, visant à infliger la peine de mort aux responsables de l'assassinat qui s'est produit le 26 septembre. Cependant, une faille dans la loi a permis à Buddharakkita et Jayewardene de se soustraire à la peine de mort car la loi sur la peine capitale (abrogation) autorisait une condamnation à mort pour une personne reconnue coupable de meurtre commis avant le 2 décembre 1959 et non pour l'infraction de complot de meurtre.

### Cour d'appel pénale
Les trois condamnés ont interjeté l'appel devant la Cour d'appel pénale de l'époque, qui comprenait un banc de cinq juges présidé par le juge en chef Hema Basnayake (en) et les juges MC Sansoni (en), HNG Fernando (en), N. Sinnetamby et LB de Silva. George E. Chitty, cr, du barreau non officiel (en), a été retenu par le gouvernement pour diriger les poursuites avec l'aide de LBT Premaratne et de l'avocate de la Couronne Ananda Pereira. Le sous-solliciteur général Ameer s'est opposé à cette initiative et a démissionné en signe de protestation. EB Wikramanayake (en) a fait valoir que la loi sur la peine capitale (abrogation) ne réintroduisait pas la peine de mort pour complot en vue de commettre un meurtre. Le tribunal a accepté la soumission. Tous les appels ont été rejetés mais ont modifié les peines infligées à Buddharakkitha Thero et Jayewardena de la mort à la réclusion à perpétuité.

### Peine capitale (dispositions spéciales) du projet de loi
À cette époque, la veuve de Bandaranaike, Sirima Bandaranaike, avait formé un gouvernement et était première ministre. Irrité par la décision de la Cour d'appel, le gouvernement a rédigé un nouveau projet de loi. Au nom du gouvernement, CP de Silva, qui était le chef de la chambre le 18 janvier 1962, présenta le projet de loi sur la peine capitale (dispositions spéciales). Le projet de loi précisait qu'en raison de la renaissance de l'assassinat de Bandaranaike, des dispositions étaient prises pour l'exécution des personnes reconnues coupables de meurtre et de complot en vue d'assassiner l'ancien Premier ministre. Elle a rendu nulle et non avenue la décision des tribunaux d’appel de modifier la peine de mort en réclusion à perpétuité pour les personnes coupables de complot. Le projet de loi a suscité de vives protestations et un tollé, avec le Dr Colvin R. de Silva (en) déclarant que le projet de loi était "un projet de loi barbare équivalant à un meurtre de droit". Le gouvernement, confronté à une opposition généralisée, a retiré le projet de loi le 25 janvier, sous prétexte qu'un appel au Conseil privé était en cours.

### Appel au Conseil privé
Tous les condamnés ont interjeté l'appel devant le Comité judiciaire du Conseil privé, ce qui a été refusé par une ordonnance du Conseil privé en mai 1962. Sir Dingle Foot a comparu à titre honorifique pour Somarama Thero. Newton Perera, qui a été accusé d'avoir acheté l'arme du crime, un revolver .45 Webley Mark VI et des munitions, ainsi que d'avoir fourni une formation aux armes à Somarama, a été acquitté du meurtre par le Conseil privé. Cependant, à la suite de sa libération de la maison d'arrêt, il s'est vu signifier un acte d'accusation par la police et a été reconnu coupable de tout. Il a par la suite été renvoyé de la police.

### Répression du condamné

#### Exécution
Talduwe Somarama Thero a remercié son avocat Weeramanthri en audience publique, puis s'est converti au christianisme et a été baptisé dans sa cellule par le prêtre anglican le père Mathew Pieris. Il a été pendu à la potence de la prison de Welikada (en) le 6 juillet 1962. Il avait 48 ans. La pendaison a été entreprise par le bourreau d'État Lewis Singho et son assistant Subatheris Appu.

#### Prison
Le 7 mai 1966, agissant sur les conseils du ministre de la Justice du gouvernement de Dudley Senanayake, le gouverneur général a commué les peines d'emprisonnement à perpétuité de Buddharakkitha Thero et Jayewardena à 20 ans. Buddharakkitha Thero est mort en 1967 d'une maladie cardiaque âgé de 46 ans après avoir purgé une peine à la prison de Welikada pour 7 ans et demi de sa peine. Hemachandra Piyasena Jayewardena a purgé 17 ans et demi de sa peine et a été libéré le 4 août 1977.

#### Commission d'enquête
Sirima Bandaranaike a nommé en 1963 une commission d'enquête en vertu de la Commission of Inquiry Act de 1948 pour enquêter sur les aspects politiques de l'assassinat de Bandaranaike. La commission était composée du juge TS Fernando, du juge Abdel Younis de l'Égypte et du juge GC Mills-Odoi (en) du Ghana. La Commission a reçu les services du solliciteur général A. C. Alles et des procureurs de la Couronne RS Wanasundara et RI Obeyesekera. W. Dahanayake, Lionel Goonetilleke (ancien surintendant adjoint de la police, CID), Ossie Corea, FR "Dickie" de Zoysa, Vimala Wijewardene et Sydney de Zoysaont été appelés à comparaître devant la commission. La commission a publié un rapport en tant que Document parlementaire III de 1964; avec seulement la conclusion défavorable de l'ancien ministre Vimala Wijewardene.

## Théories du complot
De nombreuses théories du complot postulent que l'assassinat impliquait des personnes ou des organisations en plus des personnes accusées et condamnées. L'une des conspirations majeures est que le meurtre a été commis par Ossie Corea, une cheville ouvrière de la pègre qui s'imposait comme Talduwe Somarama Thero. D'autres affirment que le ministre de l'époque Stanley de Zoysa était complice du meurtre et que son frère Sydney de Zoysa, inspecteur général adjoint de la police de rang II avait tenté de faire tuer Talduwe Somarama Thero peu après que le premier ministre ait été abattu.

## Réactions à l'assassinat

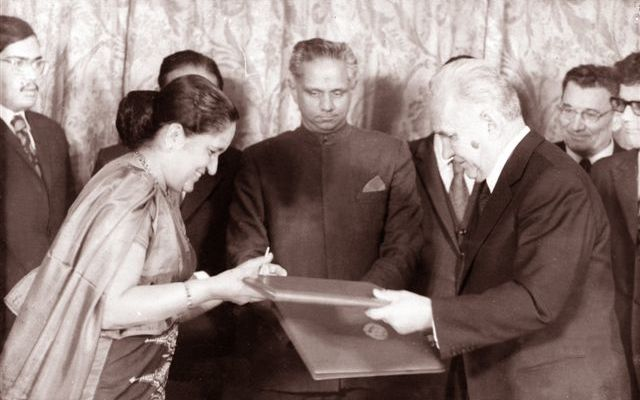
Sirimavo Bandaranaike, l'épouse de Bandaranaike, est entrée dans l'histoire en devenant la première femme premier ministre au monde. Elle est vue ici avec le premier ministre soviétique de l'époque, Alexis Kossyguine.

L'assassinat a suscité des réactions stupéfiantes à l'échelle nationale et mondiale. Cela a conduit à une période d'instabilité politique où le gouvernement intérimaire de Dahanayake n'a duré qu'un an et à la suite d'élections conflictuelles en mars 1960 lorsque Dudley Senanayake a formé un gouvernement pendant une brève période. Le parti de Bandaranaike, le Parti de la liberté du Sri Lanka, a choisi sa veuve Sirima Bandaranaike comme chef du parti. Elle est devenue la première femme Premier ministre au monde lorsqu'une autre coalition dirigée par le SLFP a remporté les élections en juillet 1960.

## Artefacts, musées et lieux actuels
L'arme du crime, le bluet fatal et les vêtements portés par Bandaranaike ce jour-là sont exposés au Musée national de Colombo. Tintagel est restée la résidence privée de la famille Bandaranaike jusqu'à sa transformation en hôtel en 2010.